# Willy Weinrich
Willy Leonhard Weinrich (* 8. Dezember 2003 in Göttingen) ist ein deutscher Bahnradsportler, der auf die Kurzzeitdisziplinen spezialisiert ist.

## Sportlicher Werdegang
Im Vorschulalter gewann Willy Weinrich sein erstes Radrennen auf einem Platz vor einer Schule. Später wurde er Mitglied des Radsportvereins RV Weiße Taube Breitenworbis. Nach einem sogenannten Sichtungstraining wurde er von Sportkoordinatoren des Erfurter Pierre-de-Coubertin-Sportgymnasiums angesprochen, das er in der Folge ab der achten Klasse besuchte.
2019 wurde Weinrich mit Julien Jäger und Dennis Kühn Deutscher Junioren-Meister im Teamsprint. Im Jahr darauf errang er bei den Junioren-Europameisterschaften zwei Titel, im Sprint sowie mit Paul Schippert, Domenic Kruse und Paul Groß im Teamsprint; im 1000-Meter-Zeitfahren gewann er die Bronzemedaille. Bei den Junioren-Weltmeisterschaften holte er Silber in Sprint, im 1000-Meter-Zeitfahren und im Teamsprint (mit Luca Spiegel und Paul Groß), und er wurde Junioren-Europameister im 1000-Meter-Zeitfahren. 2022 und 2023 stand er bei den U23-Europameisterschaften auf dem Podium.
Im Juli 2023 wurde Weinrich zur Teilnahme an den Bahnweltmeisterschaften im schottischen Glasgow nominiert.

## Ehrungen
Am 7. September 2021 wurde Willy Weinrich mit einem Eintrag in das Goldene Buch seiner Heimatstadt Dingelstädt geehrt. Bei den Wahlen zum Junioren-Radsportler des Jahres 2021 belegte er Platz zwei. 2023 wurde er vom Deutschen Sportbund als „Eliteschüler des Sports“ geehrt, auch wegen seines ehrenamtlichen Engagements in einem Projekt zur Nachhaltigkeit der Olympischen Spiele.

## Erfolge
2019
- Deutscher Junioren-Meister – Teamsprint (mit Julien Jäger und Dennis Kühn)

2020
- Junioren-Europameister – Sprint, Teamsprint (mit Paul Schippert, Domenic Kruse und Paul Groß)
- Junioren-Europameisterschaft − 1000-Meter-Zeitfahren

2021
- Junioren-Weltmeisterschaft – Sprint, 1000-Meter-Zeitfahren, Teamsprint (mit Luca Spiegel und Paul Groß)
- Junioren-Europameister − 1000-Meter-Zeitfahren
- Junioren-Europameisterschaft – Sprint, Teamsprint (mit Luca Spiegel und Paul Groß)

2022
- U23-Europameisterschaft – Sprint
- U23-Europameisterschaft – Teamsprint (mit Paul Schippert und Anton Höhne)

2023
- U23-Europameisterschaft − 1000-Meter-Zeitfahren
- U23-Europameisterschaft – Teamsprint (mit Luca Spiegel und Henric Hackmann)